# Chronobiologie des parasites
 (janvier 2024).
On retrouve des rythmes circadiens, cycles dictés par une horloge interne d’environ 24h, dans la plupart des organismes vivants. L’étude de la chronobiologie chez les parasites est un sujet d’étude récent, mais en expansion. Plusieurs recherches ont démontré la présence d’une telle horloge interne chez certaines espèces parasites, en plus de décrire quelques comportements intéressants de ceux-ci par rapport à l’horloge de leur hôte.

## L'horloge interne des parasites
La présence d’une horloge interne chez les organismes parasites a été démontrée à maintes reprises. En voici deux exemples :
- Plasmodium chabaudi est un protozoaire qui cause la malaria et est très étudié dans la chronobiologie des parasites en raison du nombre de décès qu’il occasionne. Ce parasite interne conserve sa rythmicité en absence de lumière ou encore chez des souris hôtes mutantes qui sont arythmiques[1]. Ces résultats prouvent ainsi la présence d’une horloge totalement indépendante de celle de l’hôte chez P. chabaudi.

- Aussi, l’existence d’une telle horloge a été démontrée chez un parasite externe. Entobdelta soleae, un plathelminthe parasite de peau de la sole, fait preuve de rythmicité en ce qui a trait à l’éclosion de ses œufs. En effet, l’éclosion est maintenue dans des conditions constantes de lumière ou de noirceur complète. De plus, elle peut être devancée ou retardée en fonction des conditions de l’environnement pour que l’éclosion se passe au début de la période lumineuse[2].

Pour les parasites, une horloge interne indépendante de celle de leur hôte confère un avantage non négligeable sur leur valeur adaptative puisqu’ils sont capables d’anticiper les changements prévisibles de leur milieu de vie, que ce soit dans un hôte ou dans l’environnement extérieur sous une forme libre. Ainsi, cette anticipation favorise leur transmission et affecte la sévérité des infections.

## Synchronisation des rythmes parasite-hôte

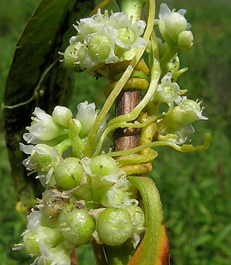
Cuscuta australis en floraison

La synchronisation circadienne, dans le cas des parasites, correspond à la modification de la période des rythmes circadiens du parasite pour que celui-ci coïncide avec ceux de son hôte. Voici quelques exemples d’études :
- Cuscuta australis est une plante holoparasite qui possède peu d’activité photosynthétique puisqu’elle ne détient ni feuilles et ni racines[5]. Chez C. australis, c’est sa période de floraison qui se synchronise à celle de son hôte. En effet, le locus FLOWERING T (FT), normalement responsable de la floraison chez les plantes, n’est pas fonctionnel chez C. australis. Les signaux du gène FT synthétisés par l’hôte pour sa propre floraison se déplacent dans les tiges de C. australis pour interagir avec un facteur de transcription et activer la floraison de cette plante parasite. Ainsi, la production des organes reproducteurs du parasite est synchronisée à celle de son hôte, ce qui permet de compléter le cycle de vie dépendant de C. australis.

- Chez Plasmodium chabaudi, c’est plutôt la période d’alimentation qui est synchronisée avec celle de l’hôte[6]. P. chabaudi ne possède pas l’enzyme responsable de la néoglucogenèse, c’est-à-dire la synthèse de glucose qui permettra de supporter la croissance et sa survie de l’individu. Donc, les stades de développement de P. chabaudi seront synchronisés en fonction des périodes d’alimentation de l’hôte, et ce dans le but d’optimiser sa consommation d’énergie et ainsi d’optimiser sa valeur adaptative.

Ce type de synchronisation parasite-hôte accorde de la valeur adaptative au parasite puisqu’il peut utiliser les signaux de l’hôte pour compléter ses cycles ou puisqu’il peut anticiper la physiologie de l’hôte pour son alimentation ou l’évitement de cellules immunitaires, par exemple.

## Manipulation de l'horloge de l'hôte

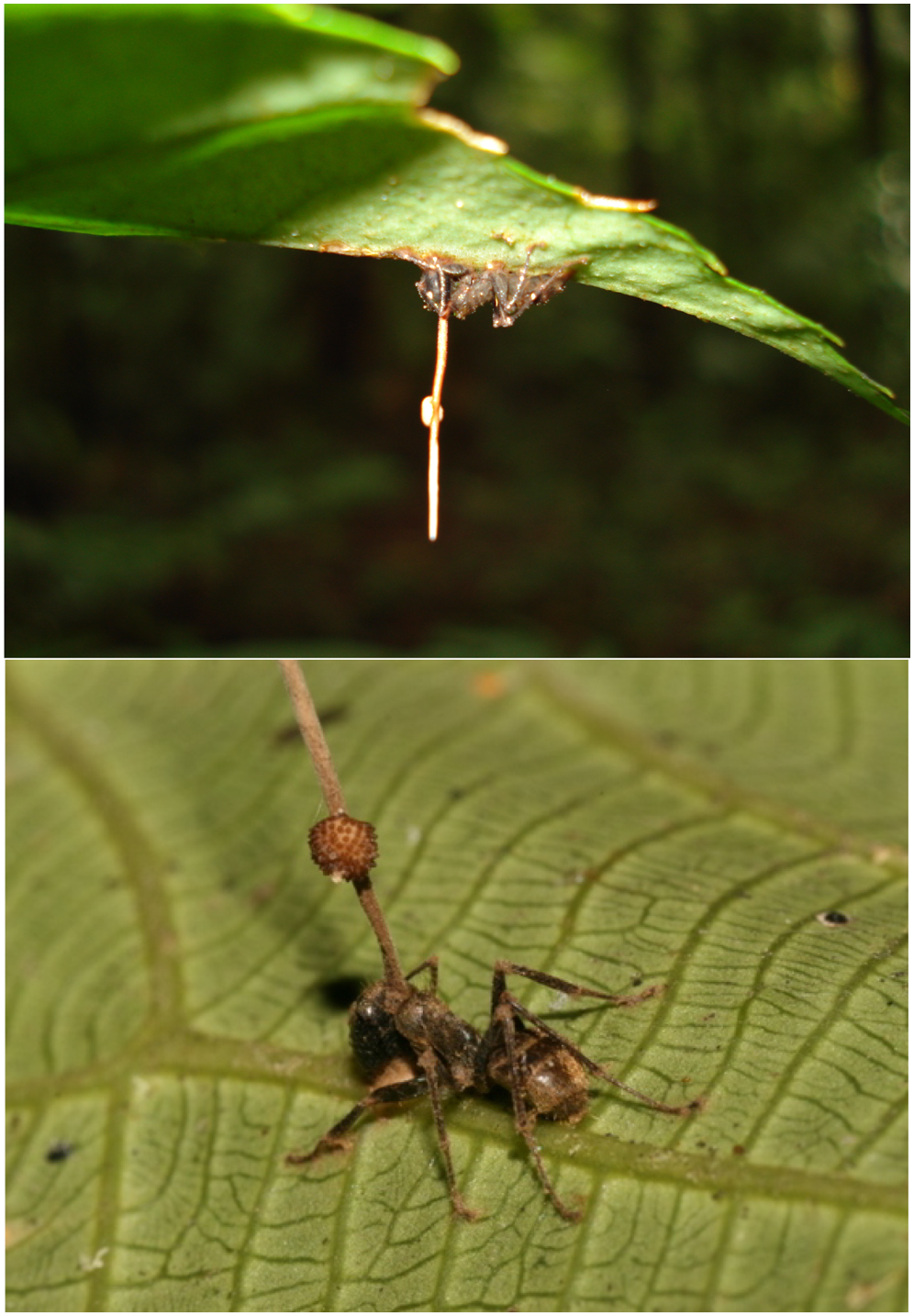
Fourmi infectée par Ophiocordyceps unilateralis

En plus de la synchronisation, les parasites peuvent manipuler les rythmes et cycles de leur hôte à leur avantage. Ils peuvent en effet augmenter leur valeur adaptative en modifiant les longueurs des périodes et l’amplitude des phases de l’hôte afin d’améliorer leur transmission. Certains types de ces manipulations sont décrits en exemple ci-dessous :
- Les trématodes Microphallus sp. ont un cycle de vie comprenant deux hôtes; la manipulation survient lors du passage de l’hôte intermédiaire, un escargot, vers l’hôte final, un canard[7]. Normalement, ces escargots aquatiques se nourrissent la nuit afin d’éviter la prédation par les poissons et les canards, qui se produit plus fortement pendant le jour. Or, les escargots parasités ont un comportement modifié puisqu’ils sont actifs en début de matinée, soit lorsque l’hôte final chasse, mais avant la période d’activité des poissons. Ainsi, les parasites Microphallus sp. sont capables de manipuler la période d’activité des escargots afin d’augmenter leurs chances de prédation par le canard et donc leur transmission.

- Trypanosoma brucei est un parasite unicellulaire qui cause la maladie du sommeil. Le cycle sommeil-éveil des individus infectés est grandement perturbé par ce protozoaire. Une étude a démontré que T. brucei provoquait une avance de phase des rythmes circadiens de ses hôtes, soit des souris, en plus d’occasionner une période anormale d’activité lors de la phase de repos[8]. Le parasite semble en effet manipuler la période de l’horloge de son hôte en la réduisant de 2 heures. Les auteurs suggèrent que T. brucei tire avantage de la période de l’horloge raccourcie en favorisant sa reproduction et donc en augmentant l’infection.

- Un exemple extrême de manipulation parasitaire est celui de Ophiocordyceps unilateralis s.l., un champignon, qui semble complètement bloquer l’horloge de son hôte Camponotus leonardi, une fourmi charpentière[9]. Ce parasite est connu pour modifier le comportement de la fourmi infectée. En effet, celle-ci descend de la canopée de la forêt afin d’aller mordre une feuille à hauteur idéale pour les conditions de développement et de transmission du champignon. Une fois en position idéale, les activités habituelles de l’hôte sont complètement interrompues par le parasite, et ce jusqu’à la mort de la fourmi. Ainsi, le parasite manipule son hôte afin d’assurer sa bonne transmission.

## Rythmicité et sévérité des infections parasitaires
Une rythmicité des symptômes et de leur sévérité a pu être relevée pour certaines maladies parasitaires. Dans le cas de P. chabaudi, les symptômes de la malaria tels que la fièvre sont rythmiques puisque les populations de ce parasite se reproduisent de manière synchrone et rythmique.  Il a en effet été démontré que la sensibilité de ce parasite face à un médicament dépend du moment de l’administration de celui-ci. De plus, la sévérité de l’infection est déterminée par le moment de l’infection et par l’hôte infecté puisque les rythmes circadiens peuvent varier selon ces derniers. Des nouvelles branches de la chronobiologie, la chronopharmacologie et la chronothérapie, s’intéressent d’ailleurs aux effets des horloges circadiennes sur l’efficacité des traitements ainsi que la sévérité des infections. Ainsi, la compréhension de la chronobiologie des parasites permet d’améliorer les méthodes de traitements face aux infections parasitaires.